# From the Lions Mouth
From the Lions Mouth, pubblicato nel 1981, è il secondo album dei The Sound.

## Produzione
Dopo il successo di critica dell'album d'esordio, Jeopardy, non accompagnato però da un eguale successo commerciale, per il secondo album dei Sound la Korova decise di investire in modo più consistente, chiamando un produttore di talento come Hugh Jones alla console. Il risultato fu un album ispirato, dal suono pieno e meno scarno, che avrebbe dovuto collocare direttamente i Sound nel pantheon del post-punk britannico, tra i Joy Division ed Echo & the Bunnymen, ma anche quest'opera fu notata e apprezzata molto più dalla critica che dal pubblico, nonostante il costante successo delle performance dal vivo del gruppo. L'album è stato ristampato nel 2002 dalla Renascent Records in una versione rimasterizzata, includendo il singolo Hot House del 1982 come ghost track dopo New Dark Age (minuto 7:30), probabilmente per cercare di rispettare in qualche modo la volontà di Adrian Borland di non inserire bonus track per preservare l'integrità e la coerenza dell'opera.

## Tracce
1. Winning – 4:18
2. Sense of Purpose – 3:52
3. Contact the Fact – 4:21
4. Skeletons – 3:27
5. Judgement – 5:03
6. Fatal Flaw – 4:36
7. Possession – 3:25
8. The Fire – 2:53
9. Silent Air – 4:14
10. New Dark Age – 5:49

## Formazione
- Adrian Borland - chitarra, voce
- Michael Dudley - batteria
- Graham Bailey - basso
- Max Mayers - tastiere